# Eduardo Carriles
Eduardo Carriles Galarraga (Santander, 28 de noviembre de 1923-Madrid, 12 de enero de 2020) fue un jurista y político español, ministro de Hacienda desde el 5 de julio de 1976 hasta el 4 de julio de 1977, en el primer gobierno de Adolfo Suárez.

## Biografía
Carriles Galagarra estudió en el Colegio de los Agustinos de la ciudad de Santander, y cursó Derecho en las universidades de Oviedo y Deusto, licenciándose, finalmente, en la de Valladolid. Ingresó en el Cuerpo de Abogados del Estado en julio de 1945.
Miembro del Grupo Tácito, fue vicepresidente de la Asociación Católica Nacional de Propagandistas, asesor jurídico de la Presidencia del Gobierno y del Ministerio de Asuntos Exteriores, presidente de la Comisión de Consumo del Plan de Desarrollo y del consejo rector de la Escuela de Negocios CEU, secretario general de Aeronáutica Industrial, miembro del Gabinete de Estudios para la Reforma Administrativa, consejero de RENFE, Editorial Católica y consejero director general de La Unión y el Fénix, presidente de la Cadena de Ondas Populares Españolas (1979-1982) y de Banfénix..
Fue condecorado con la gran cruz de la Orden de Carlos III y presidió la Sociedad Internacional de Servicios Técnicos.
Se casó con Carolina Díaz de Bustamante, hija de los Marqueses de Herrera, y tuvo ocho hijos: Eduardo, Javier, Ignacio, Carolina, María, Juan Pedro, Felipe y Victoria.